# Guérin (Lot e Garonna)
Guérin è un comune francese di 249 abitanti situato nel dipartimento del Lot e Garonna nella regione della Nuova Aquitania.

## Società

### Evoluzione demografica
Abitanti censiti